# صغير جدا (أغنية بوست مالون)
«صغير جدا» (بالإنجليزية: Too Young)‏ هي أغنية للرابر الأمريكي بوست مالون، تم إصدارها في 9 أكتوبر 2015، بواسطة ريبابليك ريكوردز كثاني أغنية منفردة من ألبومه الأول ستوني. كُتبت الأغنية بواسطة بوست مالون، ومايكل هرنانديز، وكارلوس سواريز، وجاستن موسلي. تم تخصيص هذه الأغنية لكل من: (بالإنجليزية: ASAP Yams)‏ وكريستيان تايلور وشينكس.

## الخلفية
قال بوست مالون في لقاء مع جينيس أنه "بعد وفاة (بالإنجليزية: ASAP Yams)‏ أنا سجلت تلك الأغنية، لذلك فهي نوع من القصيدة له. نحن لم نكن أصدقاء لكنني أعتقد أنه كان رائعا كيف أنه كان أيقونة ثقافية وأنه ألهم الكثير من الناس علي فعل ما يريدون القيام به. وأنه كان لديه مثل هذا التأثير على شباب اليوم. لذا فأعتقد أنها كانت مأساة أنه ذهب في وقت قريب. اعتقدت أنه كان الشيء الصحيح، أن أشيد به. ثم في دالاس توفي هذا الطفل كريستيان تايلور، وكان سيكون في هذة الأغنية قبل قتله. كنت أعيش مع الطفل في دالاس ولا أعرف ما حدث ولكن يبدو أن رجال الشرطة أطلقوا عليه النار وقبل يومين من مقتله قام بأداء كلمات أغنيتي. هذا سيناريو مجنون. قال المشجعون إن ذلك يعني الكثير بالنسبة لهم وأعتقد أن هذا أمر رائع كيف تذكرنا الأغنية بأنه يمكننا الوصول إلي الآخرين من منظور مختلف، ويمكن أن يعني لهم شيئا أيضا. يمكن للجميع أن يتصلوا بشيء ما بطريقة معينة."

## الفيديو الموسيقي
تم عرض الفيديو الموسيقي المصاحب للأغنية لأول مرة في 22 أكتوبر 2015 علي حساب مالون في فيفو علي موقع يوتيوب. تم إخراج الفيديو الموسيقي من قبل جون رولينز.

## اللوائح
| اللائحة (2016)                              | أعلي ترتيب |
| ------------------------------------------- | ---------- |
| هوت أر&بي/هيب هوب سونغز الأمريكية (بيلبورد) | 8          |

## الشهادات
| المنطقة                                            | الشهادة | المبيعات |
| -------------------------------------------------- | ------- | -------- |
| كندا (ميوزيك كندا)                                 | بلاتين  | 80000    |
| الولايات المتحدة (رابطة صناعة التسجيلات الأمريكية) | بلاتين  | 1000000  |

## تاريخ الإصدار
| المنطقة          | التاريخ       | الشكل      | المرجع |
| ---------------- | ------------- | ---------- | ------ |
| الولايات المتحدة | 9 أكتوبر 2015 | تحميل رقمي | [ 6 ]  |

## وصلات خارجية
- الأغنية الصوتية على يوتيوب
- كلمات الأغنية علي جينيس